# جوناثان هول
جوناثان هول (بالإنجليزية: Jonathan Hole)‏ مواليد 13 أغسطس 1904 في آيوا، الولايات المتحدة - الوفاة 11 فبراير 1998 في لوس أنجلوس، كاليفورنيا، الولايات المتحدة، هو ممثل أمريكي بدأ مسيرته الفنية سنة 1951. من أعماله فيلم الخريج. امتدت مسيرته الفنية لأكثر من 39 عاما.

## روابط خارجية
- جوناثان هول على موقع IMDb (الإنجليزية)
- جوناثان هول على موقع قاعدة بيانات برودواي على الإنترنت (الإنجليزية)
- جوناثان هول على موقع قاعدة بيانات برودواي على الإنترنت (الإنجليزية)
- جوناثان هول على موقع قاعدة بيانات الفيلم (الإنجليزية)